# Rosthalspipare
Rosthalspipare (Oreopholus ruficollis) är en sydamerikansk fågel i familjen pipare inom ordningen vadarfåglar.

## Utseende
Rosthalspiparen är en ganska upprätt pipare med en lång och smal näbb och en kroppslängd på 25-29 centimeter. Fjäderdräkten är slående tecknad, huvudsakligen gulbrun med kraftigt streckad rygg. Hakan är vit, strupen orangebrun och på hals och bröst grått. På buken syns en liten men tydlig svart fläck. I flykten syns de vita vingundersidorna.

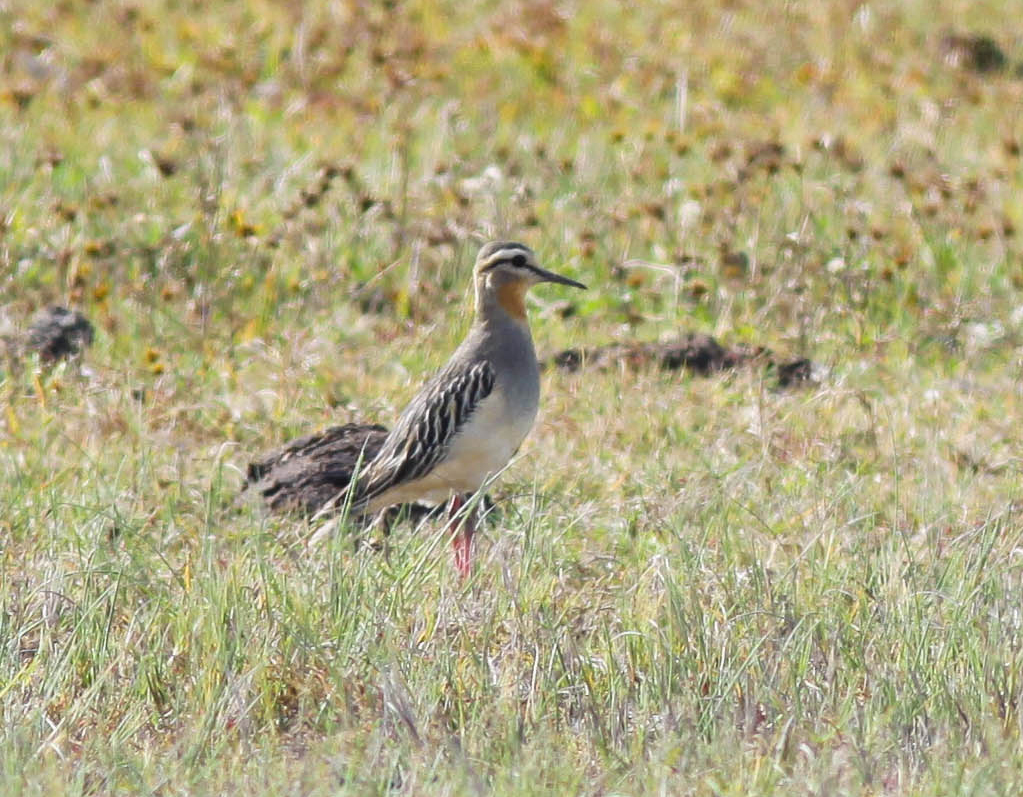

## Läten
Fågeln är rätt tystlåten. När den skräms upp eller i flykten hörs en vibrerande utdragen vissling, "prrrrruu".

## Utbredning och systematik
Rosthalspiparen förekommer i Sydamerika och delas in i två underarter med följande utbredning:
- Oreopholus ruficollis pallidus – torra stränder i Ecuador och norra Peru
- Oreopholus ruficollis ruficollis – kustnära centrala Peru söderut till Tierra del Fuego, övervintrar i sydöstra Brasilien

Arten placeras som enda art i släktet Oreopholus. DNA-studier visar att den utgör en egen utvecklingslinje i familjen pipare, antingen som systerart till en grupp pipare som omfattar diadempiparen, svarthuvad strandpipare, släktet Thinornis samt en handfull pipare i Charadrius, däribland större strandpipare och fjällpipare. eller systerart till alla andra pipare utom de i Pluvialis.

## Levnadssätt
Fågeln trivs dels på vindpinade åsar i hed- och betad punalandskap upp till mellan 3.500 och 4.600 meter över havet, dels i sparsamt bevuxna sandiga områden på kustnära slätter och bevattnade delar av kustöknen i centrala Peru. Under flyttning påträffas den även i fält och på ängar i låglänta områden.

### Föda
Artens föda är dåligt känd. Den samlas gärna i lösa flockar om mellan tio och 30 fåglar, ibland, upp till hundra, för att födosöka. När den störs reser den sig upp och vänder sina strimmiga ryggar mot observatören.

### Häckning
Även häckningen finns det lite kunskap kring. Underarten pallidus lägger ägg mellan juni och januari i bon placerade på sandiga vegetationsfria områden nära havsnivå. Ett bo från en fågel av nominatformen var placerat ovanpå en gräsklump medan ett annat var omringat av småstenar arrangerade i koncentriska cirklar.

## Status och hot
Arten har ett stort utbredningsområde, men en relativt liten population på endast mellan 1.000 och 10.000 individer som dessutom minskar i storlek på grund av jakt. Internationella naturvårdsunionen IUCN bedömer dock ändå inte att den är hotad, varför de kategoriserar arten som livskraftig (LC).

## Namn
På svenska har fågeln även kallats roststrupig pipare".